# ماتس يوهانسون
ماتس يوهانسون (بالسويدية: Mats Johansson)‏ هو صحفي وسياسي سويدي، ولد في 26 ديسمبر 1951 في سوندسفال في السويد، وتوفي في 24 يونيو 2017. حزبياً، نشط في حزب التجمع المعتدل. وقد انتخب عضو البرلمان السويدي ‏.